# Gilles Le Blanc
Pour les articles homonymes, voir Le Blanc.
Gilles Le Blanc est un économiste français, né le 7 janvier 1969 à Rennes et mort à Venise le 20 janvier 2013.

## Biographie

### Jeunesse et études
Gilles Le Blanc est un ancien élève de l'École Polytechnique (X1989). Il obtient un DEA en économie industrielle de l'université Paris-Dauphine en 1993, puis un doctorat en économie à l'École des Mines de Paris. 

### Parcours professionnel
Il a été chercheur visiteur (Marie Curie fellow) à la London School of Economics entre 1999 et 2001.
Il est chargé de recherche (2001-2004) puis maître de recherche (depuis 2004) au CERNA, le laboratoire d'économie industrielle de Mines ParisTech (École des mines de Paris), qu'il a dirigé de 2003 à 2008.
Ses recherches portent principalement sur l'économie industrielle et l'économie du numérique. Il s'est intéressé plus spécifiquement aux enjeux financiers de la diffusion des œuvres culturelles sur Internet. Dans cette optique, il a notamment animé les projets scientifiques Contango et Medianet.
Ses travaux attirent l'attention des administrations publiques. Il collabore avec plusieurs ministères français, la commission européenne et l'OCDE. Il est nommé le 6 juin 2012 directeur adjoint du cabinet de la ministre de la Culture Aurélie Filippetti, chargé de la presse, du numérique et de l'enseignement supérieur.
Il vulgarise parallèlement ses recherches via un blog hébergé par Rue89 et une chronique hebdomadaire sur Radio Nova.
Il meurt brutalement le 20 janvier 2013 lors d'un séjour à Venise. Si son décès semble résulter d'une grave pathologie cardiaque, les conditions de sa mort restent troubles, en témoigne la présence de cocaïne sur lui selon la police locale,,.

## Publications
- Olivier Bomsel, Anne-Gaëlle Geffroy et Gilles Le Blanc, Modem Le Maudit : Économie de la distribution numérique des contenus, Paris, Presses de l’École des Mines, 2006, 143 p.
- Gilles Le Blanc, L’industrie dans l’économie française (1981-2006) : Synthèse du poids de l’industrie en France, ses grandes évolutions depuis 25 ans et par rapport aux autres puissances industrielles, Paris, Notes de l’Institut de l'Entreprise, 2009
- Gilles Le Blanc, Économie et politique, le grand malentendu, Paris, Ellipses, 2011

## Sources
1. 1 2  Page personnelle sur le site du laboratoire
2. ↑  Présentation de Gilles le Blanc sur data.gov
3. ↑  Arrêté du 6 juin 2012
4. ↑  Fiche biographique du CERNA
5. ↑  Pascal Riché, « Décès de Gilles Le Blanc, ami et blogueur de Rue89 », sur Rue89, nouvelobs.com, 22 janvier 2013.
6. ↑  « Morte di Gilles Le Blanc a Venezia per una patologia cardiaca »,Venezia Today
7. ↑  « Des questions autour du décès suspect du directeur de cabinet adjoint de Filippetti », Midi Libre,‎ 18 février 2013 (lire en ligne)
8. ↑  « Funzionario francese muore a Venezia
In tasca aveva una bustina di cocaina », Corriere Del Veneto,‎ 22 janvier 2013 (lire en ligne)
9. ↑  « Gilles Le Blanc del ministero di Francia morto a Venezia », Venezia Today,‎ 22 janvier 2013 (lire en ligne)